# Theretra alorica
Theretra alorica là một loài bướm đêm thuộc họ Sphingidae. Nó được tìm thấy ở đảo Alor, part of miền đông quần đảo Nusa Tenggara của Indonesia.